# Duivendrecht vasútállomás
Duivendrecht vasútállomás vasútállomás Hollandiában, Ouder-Amstel községben, Duivendrecht településen.

## Vasútvonalak
Az állomást az alábbi vasútvonalak érintik:
- Amsterdam–Arnhem-vasútvonal
- Weesp–Leiden-vasútvonal
- 54-es metró
- 50-es metróvonal

## Kapcsolódó állomások
A vasútállomáshoz az alábbi állomások vannak a legközelebb:
- Amsterdam RAI (Leiden Centraal vasútállomás, Weesp–Leiden-vasútvonal)
- Amsterdam Amstel (Amsterdam Centraal, Amsterdam–Arnhem-vasútvonal)
- Diemen Zuid (Weesp vasútállomás, Weesp–Leiden-vasútvonal)
- Amsterdam Bijlmer ArenA (Emmerich-Elten railway station, Amsterdam–Arnhem-vasútvonal)
- Van der Madeweg metróállomás (Isolatorweg, 50-es metróvonal)
- Strandvliet metro station (Gein, 50-es metróvonal, 54-es metró)
- Van der Madeweg metróállomás (Metrostation Centraal Station, 54-es metró)